# Myersina nigrivirgata
Myersina nigrivirgata és una espècie de peix de la família dels gòbids i de l'ordre dels perciformes.

## Morfologia
Els mascles poden assolir els 10 cm de longitud total.

## Distribució geogràfica
Es troba des del Japó fins a Austràlia.